# Gamla Varvet

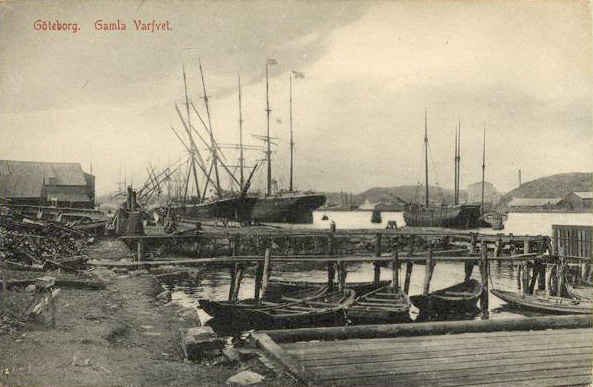
Gamla Varvet, ca. 1910

Gamla Varvet (Nederlands: Oude Werf) was een Zweedse vlootbasis en scheepswerf in Göteborg.
De oude naam van de werf was Admiralitetsvarvet (Admiraliteitswerf). Hij lag tussen de tegenwoordige Djurgårdsgatan, Karl Johansgatan en Bläsgatan. De werf werd door de vloot gebruikt vanaf de 17e eeuw tot het eind van de 18e eeuw en werd daarna vervangen door de Nya Varvet (de Nieuwe Werf). Op de Gamla Varvet werden nog tot 1887 zeilschepen gebouwd. 
Op een deel van het terrein werd later een park aangelegd, Gamla Varvsparken.